# Didier Van Damme
Didier Van Damme (1929) is een Belgisch dirigent en componist.
Voor symfonieorkest schreef hij het Adagio à l'Europe (1970), het Queen's Concerto (1960) en Alicante's Rhapsody. 
In 1966 componeerde hij in Wenen Rendez-vous im Oktober op tekst van Peter Herz. In 1998 in Parijs schrijft Pierre Delanoë woorden op zijn muziek, waaruit Les Enfants de la Terre ontstaat, gezongen door Annie Cordy in de film Il était une fois....
Van Damme is cultureel adviseur en lid van verschillende Europese organisaties. In 1999 werd hij bevorderd tot de rang van officier in de Franse Orde van Sociale Verdienste en in 2004 officier in de Belgische Kroonorde.